# Salt del tigre (sexe)

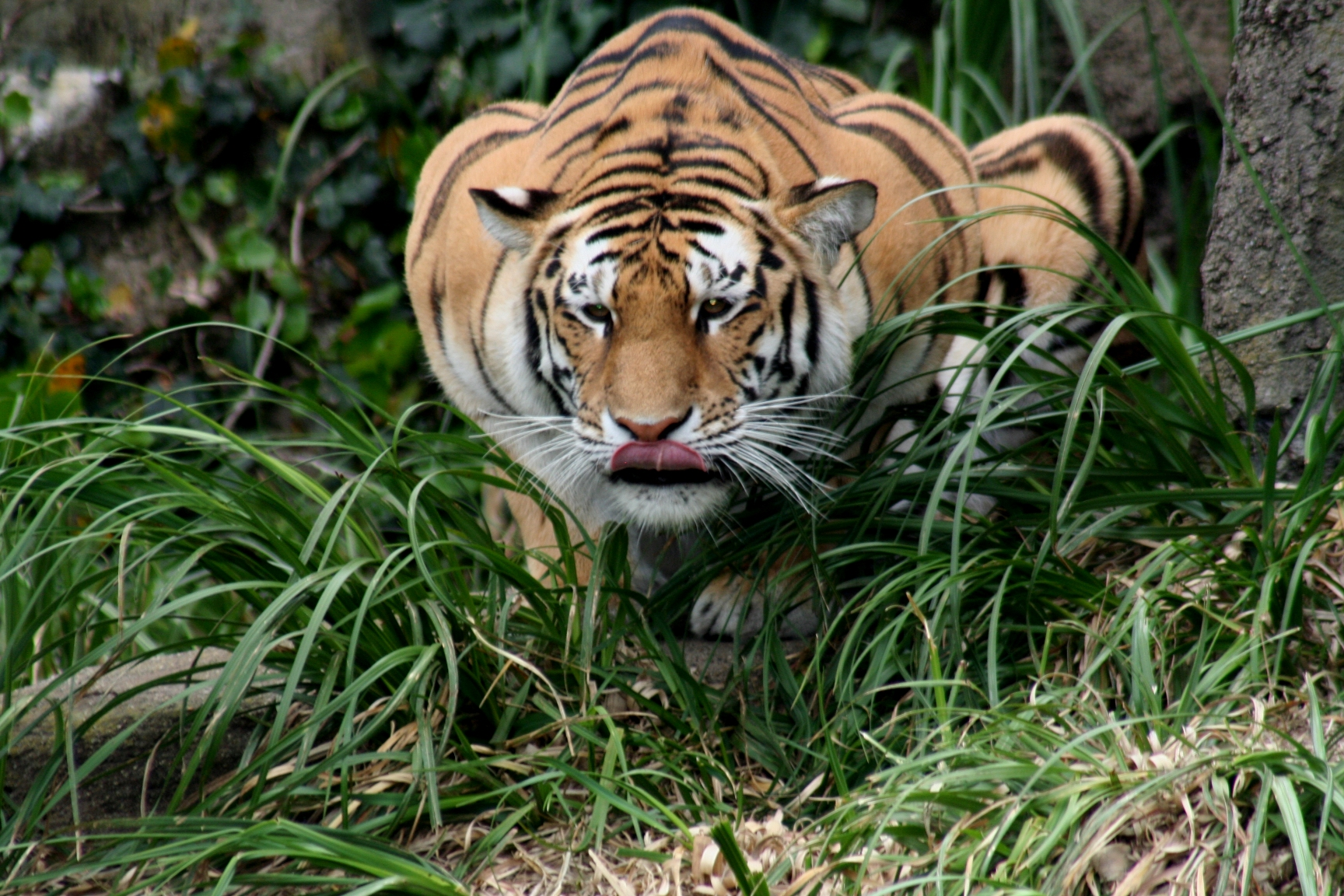
El mite rep el nom del salt que efectuen els tigres en emboscar la presa.

El salt del tigre és una llegendària fantasia sexual en què l'home es llança des de certa altura sobre la dona encertant-la a penetrar. Algunes fonts ho relacionen amb el llenguatge metafòric del Kama-sutra. L'acció (la qual resulta impossible, ja que es farien malbé els genitals d'ambdós acròbates) se sol adornar amb algun salt mortal o similars moviments de risc. Es pot considerar un mite contemporani i és molt habitual en acudits, bromes, etc. com a mostra d'exitació sexual en l'home.
També es fa servir en sentit figurat com a procés fabulós o impossible.